# Горбушина, Нафиса Муллаяновна
Горбушина Нафиса Муллаяновна (20 августа 1923, Новый Сынташ, Уфимский кантон, Башкирская АССР, РСФСР, СССР — 20 ноября 2012, Уфа) — мастер Уфимской швейной фабрики № 4, Герой Социалистического Труда.

## Биография
Нафиса Муллаяновна Горбушина родилась 20 августа 1923 г. в д.Новый Сынташ Благоварского района БАССР.
Образование — среднее специальное, в 1963 г. окончила Уфимский техникум лёгкой промышленности.
Трудовую деятельность начала в 1940 г. кассиром Черниковского строительного треста № 3. В 1946—1947 гг. работала швеёй-мотористкой Черниковской артели «Индпошив». С 1956 г. — швея-мотористка, сменный мастер, старший мастер Уфимской швейной фабрики № 2, в 1962 г. переведена сменным мастером на Уфимскую швейную фабрику № 4.
Под руководством Н. М. Горбушиной, талантливого и инициативного организатора, бригада систематически добивалась высоких производственных показателей, ежемесячно выполняла нормы выработки на 110—115 процентов, что на 5-6 процентов выше показателей других коллективов цеха. Семилетний план (1959—1965) бригада выполнила досрочно — за шесть лет и четыре месяца, выпустила сверх плана 3 500 единиц швейных изделий.
Начиная с 1965 г. возглавляемая ею бригада сдавала в отдел технического контроля с первого предъявления 99,5 процента готовой продукции, это на 8-10 процентов выше показателей цеха и фабрики в целом. 99,2 процента изделий выпускалось первым сортом при установленном плане 98,2 процента.
Н. М. Горбушина инициировала переход на бездефектный метод изготовления продукции. Проводила большую работу по механизации процесса пошива одежды, в результате чего производительность труда повысилась на 12,8 процента. В 1959—1965 гг. возглавляемая ею бригада внесла 7 рационализаторских предложений, экономический эффект от их внедрения составил 8,5 тысячи рублей.
Как наставник обучила за годы семилетки профессии швеи 30 новых рабочих, из них 4 человека выдвинуты на работу в качестве мастеров, обучила передовым методам труда 52 человека.
За выдающиеся заслуги в выполнении заданий семилетнего плана и достижение высоких технико-экономических показателей по производству тканей, трикотажа, швейных изделий и другой продукции лёгкой промышленности Указом Президиума Верховного Совета СССР от 9 июня 1966 г. Н. М. Горбушиной присвоено звание Героя Социалистического Труда.
С 1967 г. до выхода на пенсию в 1974 г. работала старшим мастером Уфимской швейной фабрики «Мир».
Горбушина, Нафиса Муллаяновна проживала в г. Уфе, скончалась 20 ноября 2012 года.

## Награды
- Герой Социалистического Труда (1966)
- Награждён орденом Ленина